# 京都試作センター
京都試作センター株式会社（きょうとしさくセンター）は、京都府下の中小企業の事業の発展、革新を支援するため京都府の呼びかけで京都・関西圏に位置するリーディングカンパニー28社が出資し設立された企業。
資本金は2億2000万円。株式会社であるが、営利の追求だけでなく社会的な役割（中小企業支援）も担う。京都試作ネットの一員であり、唯一ものつくりをしない企業として顧客の統一窓口、プロジェクト形式の製品開発のマネジメント企業としての役割を担う。

## 出資会社
（出資額順、同額は五十音順）
- 一般社団法人京都試作ネット
- オムロン
- 京セラ
- 島津製作所
- 村田製作所
- 京都信用金庫
- 京都中央信用金庫
- 京都銀行
- SCREENホールディングス
- 村田機械
- 京銀リース・キャピタル
- 大阪ガス
- 関西電力
- 京都北都信用金庫
- ジーエス・ユアサコーポレーション
- 星和情報システム
- ダイキン工業
- 西日本電信電話
- ニチコン
- 日新電機
- NISSHA
- ニデック
- 堀場製作所
- ローム
- イシダ
- 日進製作所
- 最上インクス
- サムコ